# Шопинг (фильм)
«Шопинг» также известный как «Закупка» — первый кинофильм режиссёра Пола У. С. Андерсона. В главной роли — Джуд Лоу.

## Сюжет
Фильм о молодых хулиганах, которые в погоне за острыми ощущениями угоняли дорогие автомобили и разбивали их о витрины магазинов.

## В ролях
| Актёр          | Роль      |
| -------------- | --------- |
| Сэйди Фрост    | Джо       |
| Джуд Лоу       | Билли     |
| Шон Пертви     | Томми     |
| Фрэйзер Джеймс | Би Боп    |
| Шон Бин        | Веннинг   |
| Мариан Фэйтфул | Бив       |
| Джонатан Прайс | Конвэй    |
| Дэниэл Ньюман  | Обезьянка |
| Джейсон Айзекс | Продавец  |
| Мэдани Хилл    | Сара      |

На съёмках Джуд Лоу познакомился со своей будущей женой Сэди Фрост («Дракула Брэма Стокера»), которая играла Джо, подругу его героя Билли.